# Akbar Hašemi Rafsandžani
Akbar Hašemi Rafsandžani (perz. اکبر هاشمی رفسنجانی; Bahreman, 25. kolovoza 1934. – Teheran, 8. siječnja 2017.), iranski političar i ajatolah, četvrti po redu predsjednik Islamske Republike Iran. 

## Životopis
Akbar Hašemi Rafsandžani je rođen pokraj Rafsandžana na jugu Irana i potječe iz jedne od najbogatijih iranskih obitelji. Studirao je zajedno s imamom Homeinijem u Komu, a tokom 1960-ih godina zatvaran je zbog političkih aktivnosti protiv Pahlavijevog apsolutizma. Godine 1968. objavio je knjigu u kojoj veliča Amira Kabira, kadžarskog ministra iz 19. stoljeća čije su reforme industrijalizacije osnažile Iran protiv Britanskog i Ruskog Imperija. Rafsandžani je nakon revolucije obnašao više visokih političkih pozicija poput čelnika Vijeća probitačnosti, Vijeća stručnjaka i parlamenta, a smatra ga se najutjecajnijim čovjekom u državi nakon Alija Hameneija. Od 3. kolovoza 1989. do 2. kolovoza 1997. obnašao je dužnost predsjednika Irana. Predsjednikom je pokušavao postati još tri puta: 2005. kada je izgubio utrku protiv Mahmuda Ahmadinežada, te 2009. i 2013. kada su mu kandidature odbijene zbog izbornih pravila o starosti (više od 75 godina starosti).

## Vanjske poveznice
- Službena stranica Akbara Hašemija Rafsandžanija  Arhivirana inačica izvorne stranice od 24. lipnja 2012. (Wayback Machine)